# Пітоф
Жан-Крістофер Кома́р (фр. Jean-Christophe Comar) відоміший як Піто́ф (фр. Pitof) (*4 липня 1957, Париж, Франція) — французький кінорежисер, сценарист та спеціаліст зі спецефектів. 

## Творчість

### Режисерська робота
- 2001 — Відок
- 2004 — Жінка-кішка
- 2008 — Лід та вогонь: Хроніки драконів

### Сценарії
- 2001 — Відок
- 2003 — Пістолет (фр. Le pistolet)